# Marija Arkelska
Marija Arkelska (Arkel, okoli 1389 - IJsselstein, 19. julij 1415) je bila gospa Egmonta in IJsselsteina po poroki z Janezom II. Egmontskim.

## Življenje
Bila je hči Janeza V. Arkelskega in Ivane  Juliške, preko katerih je izhajala iz plemiške rodbine Julih. Njena strica Viljem III. Juliški in Reinoud Juliški sta bila vojvodi Gelderske. Ker oba vojvodi nista imela zakonitih dedičev, je bila hiša Arkel zaradi teh družinskih vezi upravičena do nasledstva.
Marija, rojena okoli leta 1385, je bila po materini smrti leta 1394 vzgojena na dvoru Gelders. Po poroki njenega strica Reinouda IV. Gelderskega leta 1405 je postala dvorna dama njegove žene Marije Harcourtske. Njen oče Janez Arkelski, ki je leta 1402 začel Arkelske vojne, je leta 1406 pobegnil v Gelders, naslednje leto pa mu je sledil njegov brat Viljem Arkelski.
Kljub dejstvu, da se njen brat Viljem še ni dejansko poročil, so leta 1407 načrtovali poroko Marije. Janez Egmontski (z vzdevkom: "z zvončki"), holandski plemič, postane kandidat in naredi svojo potezo na zabavi na gradu Caster v vojvodini Julih 13. septembra 1407 . Igrala sta šah in jo je ugrabil (nekaj, kar je sodilo v srednjeveško dvorjenje) in 15. septembra ju najdejo pri Lobithu. Na dvoru Gelderskih se odločijo za poroko. Reinoud IV. jima da doto 6000 zlatnikov. 24. junija 1409 sta se poročila in preselila na grad IJsselstein. Imela sta dva sinova:
- Arnold Egmontski (1410-1473)
- Viljem Egmontski (1412-1483).

Umrla je 19. julija 1415 in njen sin Arnold leta 1423 ni postal gelderski vojvoda. Njena vnukinja Marija Egmontska (1434-1463) je postala kraljica Škotske, zahvaljujoč svoji poroki z Jakobom II. Škotskim.